# لانثايتا
بلدية لانثايتا (بالإسبانية: Lanzahíta) هي بلدية تقع في مقاطعة آبلة التابعة لمنطقة قشتالة وليون وسط إسبانيا.

## الديموغرافيا
بلغ عدد سكان بلدية لانثايتا 959 نسمة عام 2011 (وفقاً للمعهد الوطني للإحصاء الإسباني).
| 933 | 935 | 916 | 967 | 964 | 969 | 959 |